# Piotr Orzechowski
Piotr Orzechowski, znany również jako Pianohooligan (ur. 31 grudnia 1990 w Krakowie) – polski kompozytor i pianista jazzowy. Doktor sztuk muzycznych.
Absolwent Berklee College of Music w Walencji i Wydziału Filozoficznego Uniwersytetu Jagiellońskiego w Krakowie.
Laureat pierwszej nagrody na Montreux Jazz Solo Piano Competition 2011 w Szwajcarii. Wielokrotny stypendysta Ministra Kultury i Dziedzictwa Narodowego, Stypendium Twórczego Miasta Krakowa, laureat plebiscytu Onetu O!lśnienia 2017, nagradzany na międzynarodowych konkursach muzycznych, m.in. Jazz Hoeilaart, Jazz Juniors, Jazz nad Odrą, czy Krokus Jazz Festiwal.
Współpracował i występował z wybitnymi twórcami muzyki, jak Philip Glass, Krzysztof Penderecki, Randy Brecker, Adrian Utley z Portishead, Skalpel, William Basinski, Avishai Cohen, Zygmunt Krauze, Agata Zubel, Cezary Duchnowski, Leszek Możdżer, Victor Mendoza, Carlos Zingaro, Janusz Muniak, Jan Ptaszyn Wróblewski, Alek Nowak, Michał Urbaniak, Motion Trio, Krzysztof Knittel, Marcin Wasilewski, Adam Bałdych, Marcin Masecki, Stefan Wesołowski, Sławek Jaskułke, Henryk Miśkiewicz, Marcin Oleś, Bartłomiej Oleś, Perico Sambeat, Jacek Kochan, Christian Fennesz, Dorota Miśkiewicz czy Adzik Sendecki.
W roli solisty koncertował z najwybitniejszymi polskimi orkiestrami, jak Sinfonia Varsovia, NOSPR, Orkiestra Polskiego Radia, Capella Cracoviensis, Orkiestra Aukso, Orkiestra Akademii Beethovenowskiej czy Orkiestra Filharmonii Szczecińskiej, pod batutą dyrygentów, m.in.: Alexander Liebreich, Daniel Smith, Marek Moś, Jan Tomasz Adamus, Mariusz Smolij, Michał Klauza, Alexander Humala czy Karl Hirzer.
Swoją autorską muzykę prezentował na licznych trasach koncertowych w Belgii, Wielkiej Brytanii, Francji, Holandii, Szwajcarii, Hiszpanii, Niemczech, Danii, Polsce, Rosji, Ukrainie, Litwie, Węgrzech, Rumunii, Bułgarii, Czechach, USA, Kanadzie, Indiach, Kuwejcie, Katarze, Tanzanii, Ekwadorze, Chile, Japonii, Indonezji, Chinach oraz na Zanzibarze i Tajwanie.
Lider jazzowej formacji High Definition Quartet.

## Życiorys

### 1998–2010
W wieku pięciu lat rozpoczął naukę gry na fortepianie. Jako uczeń OSM I st. im. Ignacego Paderewskiego w Krakowie, w 1998 i 1999 zwyciężył na Ogólnopolskim Festiwalu Instrumentalistów i Multiinstrumentalistów w Krakowie (m.in. prezentując własne utwory). W 2004 rozpoczął naukę w klasie fortepianu Olgi Łazarskiej i kompozycji u Kazimierza Pyzika w POSM II st. im. Fryderyka Chopina w Krakowie. W tym czasie, razem z zespołem „Piotr Orzechowski Quintet” zdobywał laury w krakowskich konkursach jazzowych, na których wyróżniano go także indywidualnie jako instrumentalistę. Od roku 2006 uczęszczał na lekcje fortepianu jazzowego do Piotra Wyleżoła.
W listopadzie 2007 roku wystąpił ze swoim kwintetem na międzynarodowym Krokus Jazz Festival w Jeleniej Górze, na którym otrzymał pierwszą nagrodę indywidualną z rąk przewodniczącego jury Zbigniewa Namysłowskiego. W marcu 2008 z kwartetem został finalistą konkursu na indywidualność jazzową w ramach 44. Wrocławskiego Festiwalu Jazzowego Jazz nad Odrą, na którym otrzymał indywidualne wyróżnienie. We wrześniu tego samego roku z zespołem wystąpił w finale konkursu Jazz Hoeilaart w Belgii. Za powyższe osiągnięcia artystyczne otrzymał w listopadzie 2008 stypendium z rąk Ministra Kultury i Dziedzictwa Narodowego. Na 32. Wystąpił ze swoim zespołem „Venosa Quartet” na Międzynarodowym Konkursie Młodych Zespołów Jazzowych Jazz Juniors, na którym został wyróżniony jako najlepszy instrumentalista. W kwietniu 2009 wziął udział w małopolskim konkursie „To co ulepsza” w ramach Festiwalu Filmów Andrzeja Wajdy, gdzie otrzymał pierwsze miejsce za swój film, do którego także napisał muzykę.

### 2010–2013
W latach 2010–2013 był studentem Akademii Muzycznej w Krakowie w klasie fortepianu jazzowego Piotra Wyleżoła i Joachima Mencla. W 2011, jako pierwszy Polak w historii, zdobył główną nagrodę na prestiżowym konkursie pianistycznym Montreux Jazz Solo Piano Competition w ramach Montreux Jazz Festival w Szwajcarii. W ciągu kilku następnych miesięcy, współtworząc High Definition Quartet, zdobył również nagrody na festiwalach: Jazz Heoilaart w Belgii, Krokus Jazz w Jeleniej Górze, Ogólnopolskim Przeglądzie Młodych Zespołów Jazzowych i Bluesowych w Gdyni. Po tych wydarzeniach otrzymał szereg stypendiów (m.in. stypendium artystyczne „Młoda Polska”), został także zaproszony do wykonania utworów Steve’a Reicha wspólnie z gitarzystą Adrianem Utleyem (Portishead) w finale festiwalu Sacrum Profanum 2011, oraz do współtworzenia projektów artystów, takich jak Sławek Jaskułke, Dorota Miśkiewicz, Jacek Kochan czy Adam Bałdych. Zajął pierwsze miejsce w kategorii debiut roku w rankingu „Jazz Top” sporządzonym przez portal jazzarium.pl. Zwyciężył również w plebiscytach: „Kulturalne odloty” dziennika „Gazeta Wyborcza” (zdobył tytuł artysty roku) czy „Kryształki Zwierciadła 2012” magazynu „Zwierciadło”. Był również nominowany do nagrody Koryfeusz Muzyki Polskiej w kategorii osobowość roku.

Orzechowski i Krzysztof Penderecki w Filharmonii Poznańskiej (2012)

W listopadzie 2012 nakładem wytwórni Decca Classics / Universal Music Polska wydał swój debiutancki album pt. Experiment: Penderecki z aranżacjami i utworami inspirowanymi twórczością Krzysztofa Pendereckiego. Był to pierwszy polski solowy album instrumentalny wydany dla londyńskiej wytwórni Decca. Krążek, oficjalnie komplementowany przez maestro Pendereckiego, otrzymał wiele przychylnych recenzji środowiska i został nominowany do nagrody Fryderyk 2013 w kategorii Jazzowy fonograficzny debiut roku. Z zespołem High Definition Quartet zwyciężył w konkursie „Jazzowy debiut fonograficzny” organizowanym przez Instytut Muzyki i Tańca oraz uczestniczył w programie „Young Jazz Project” Fundacji Maestro. W lipcu 2012 z kwartetem zorganizował w Polsce trasę koncertową z udziałem Randy’ego Breckera. W kwietniu 2013 odbył kolejną trasę z zespołem i Breckerem, tym razem po krajach Zatoki Perskiej (Kuwejt, Doha). Poza tym zarejestrował i wydał z kwartetem album pt. Hopasa, za który otrzymał m.in. nagrodę w kategorii płyta roku na gali Grand Prix Jazz Melomani w Łodzi. W tym okresie został zaproszony również do współpracy z duetem Skalpel, nagrał też z Marcinem Maseckim i Capellą Cracoviensis album pt. Bach Rewrite z koncertami klawesynowymi J.S. Bacha granymi na instrumentach elektroakustycznych. Występował w kraju i za granicą zarówno z programem solowym, zespołem High Defintion, jak też w duecie ze skrzypkiem Admem Bałdychem.

### 2013–2017
We wrześniu 2013 podjął studia magisterskie na Berklee College of Music w Walencji. W tym okresie, oprócz licznych koncertów, występował na zagranicznych trasach koncertowych z formacjami, takimi jak Daniel Toledo Trio, Victor Mendoza Quintet czy Perico Sambeat Quintet. Do wspólnego koncertu zaprosił go też amerykański kompozytor Philip Glass, z którym wykonał jego cykl etiud na fortepian na festiwalu Sacrum Profanum w Krakowie. Tytuł jego pracy magisterskiej brzmiał: „Roots of Artistic Identity. Themes of Traditional Polish Dances in Modern Improvised Music” (tłum. „Korzenie tożsamości artystycznej. Motywy polskich tańców tradycyjnych w kontekście współczesnej muzyki improwizowanej”). Tuż po ukończeniu studiów wydany drugi solowy album pt. 15 Studies For The Oberek, który był wysoko oceniany przez krytyków i przyniósł Orzechowskiemu miano „najbardziej kreatywnego i bezkompromisowego artysty młodego polskiego jazzu”.
Pod koniec 2015 roku z zespołem High Definition Quartet wydał album pt. Bukoliki oparty na kompozycji Witolda Lutosławskiego. Płyta została uznana jazzowym albumem roku m.in. według portalu „Polish Jazz” i „Rzeczpospolitej”, a materiał z płyty zespół zaprezentował na licznych festiwalach jazzowych, m.in. w USA, Kanadzie, Indiach czy Indonezji. Do współpracy zaprosiło pianistę Motion Trio. W tym okresie z aktorem Radosławem Krzyżowskim, Marcinem Olesiem i Bartłomiejem Olesiem powołał formację „Jazzformance”. We wrześniu tego samego roku wykonał w Krakowskiej Filharmonii partię solową w Koncercie na fortepian i orkiestrę Henryka Warsa wraz z Orkiestrą Akademii Beethovenowskiej, a w listopadzie wystąpił w duecie z izraelskim trębaczem Avishai Cohenem w programie „Warsaw Standards” na zamówienie Muzeum POLIN. Na przełomie 2016 i 2017 koncertował w roli solisty z Narodową Orkiestrą Symfoniczną Polskiego Radia, orkiestrą kameralną Aukso, Polską Orkiestrą Radiową i Sinfonią Varsovią, wykonując koncerty fortepianowe J.S. Bacha, P. Glassa, H.M. Góreckiego, H. Warsa czy Aleksandra Nowaka. W marcu 2017 roku Sławomir Kupczak, Marcin Stańczyk i Zygmunt Krauze napisali dla Orzechowskiego utwory na Rhodes Piano i orkiestrę kameralną, które pianista wykonał na 7. Festiwalu Prawykonań Polska Muzyka Najnowsza w siedzibie NOSPR-u.

Maki Namekawa, Philip Glass i Piotr Orzechowski na festiwalu Sacrum Profanum (2014)

W marcu 2018 premierę miał album Doroty Miśkiewicz pt. Piano.pl, w którego nagraniu wziął udział Orzechowski. Pianista wszedł też w skład kwartetu fortepianowego (z Leszkiem Możdżerem, Marcinem Wasilewskim i Pawłem Kaczmarczykiem), który wystąpił w koncercie z okazji 40-lecia festiwalu Jazz Juniors. Wspólnie z Agatą Zubel koncertował też z własnymi aranżacjami pieśni Erika Satiego i George’a Gershwina. Pod koniec roku 2016 stworzył dla Opery Krakowskiej oprawę muzyczną do baletu Dwie historie: Jeden taniec (reż. Jacek Tyski). Z początkiem roku 2017 wydał album pt. Atrium, który nagrał z Daniel Toledo Trio. Zagrał także koncert z High Definition Quartet w krakowskim Centrum Kongresowym ICE, gdzie po raz pierwszy zaprezentował swoją kompozycję „Dziady” na podstawie II cz. dramatu Adama Mickiewicza.
W październiku 2017 roku nakładem Decca Records wydał dwupłytowy solowy album kompilacyjny pt. 24 Preludes & Improvisations, za który otrzymał nagrodę „O!lśnienia 2017” przyznawaną przez portal Onet.pl. Pod koniec roku 2017 premierę miał album pt. Henryk Wars. Utwory symfoniczne, na którym Orzechowski nagrał Koncert fortepianowy kompozytora z Polską Orkiestrą Radiową.

### 2017–2022
Po wydaniu krążka 24 Preludes & Improvisations prezentował program podczas licznych recitali solowych w Polsce, USA (Chicago, Nowy Jork, Waszyngton), Węgrzech, Rumunii, Niemczech, Ekwadorze i Tanzanii. Przy tych okazjach niejednokrotnie prowadził wykłady i warsztaty, podczas których dzielił się własną teorią na temat muzycznej improwizacji i procesu twórczego. Równolegle z tą działalnością pisał na Akademii Muzycznej w Krakowie pracę doktorską pt. „»24 Preludia i Improwizacje« jako egzemplifikacja autorskiej koncepcji »twórczej gry«. Od improwizacji do interpretacji dzieła”, w której oprócz opisu kompozycji i sposobów pracy nad programem przedstawił własne poglądy dotyczące zjawiska solowej improwizacji i ogólnie pojętej muzycznej pracy twórczej, zarówno w kontekście filozoficznym, jak i historycznym. Tytuł doktora sztuk muzycznych otrzymał w lipcu 2021, a jego dysertacja otrzymała wyróżnienie. Ponadto w latach 2015–2019 studiował Etykę na Uniwersytecie Jagiellońskim, na której bronił pracę licencjacką pt. „Moralny wymiar twórczości muzycznej na przykładzie solowej improwizacji instrumentalnej”.
W listopadzie 2019 roku nakładem Polskiego Wydawnictwa Muzycznego wydał z zespołem High Definition Quartet album pt. Dziady z autorskimi kompozycjami i ambientowymi utworami Williama Basinskiego, Igora Boxxa, Krzysztofa Knittla, Fennesza i Roberta Richa. Album zwyciężył w ankietach na najlepszy album roku zorganizowanych przez RadioJazz.fm, magazyn „JazzPRESS” czy Polish-Jazz-Blogspot. Z kwartetem i Igorem Boxxem wielokrotnie prezentował materiał z płyty w wersji koncertowej w kraju i za granicą, m.in. we Włoszech i w Chinach (Chengdu, Pekin, Changchun). W tym samym czasie wydawnictwo Anaklasis zrealizowało album pt. Works For Rhodes Piano & Strings, na którym Orzechowski wystąpił w roli solisty u boku Marka Mosia i orkiestry AUKSO, prezentując cztery nowe kompozycje autorstwa Zygmunta Krauzego, Aleksandra Nowaka, Marcina Stańczyka i Sławomira Kupczaka, grając na pianinie elektro-akustycznym Rhodes. Album był nominowany do Nagrody Polskiej Akademii Fonograficznej Fryderyk w kategorii Album roku – muzyka współczesna.
W 2020 wydał album pt. Waterfall: Music of Joe Zawinul, który nagrał z Bartłomiejem Olesiem i Marcinem Olesiem. Za płytę uzyskał najwyższe noty w plebiscytach RadioJazz.fm, magazynu „JazzPRESS”, Polish-Jazz-Blogspot i portalu Ether Jazzu. W tym okresie został zaproszony przez Dorotę i Henryka Miśkiewiczów do gościnnego występu na albumie pt. Nasza miłość, a także wydał płytę pt. Fletch, którą nagrał z Danielem Toledo, Kubą Więckiem i Michałem Miśkiewiczem.
Oprócz działalności wydawniczej, w latach 2017–2022 wystąpił m.in. z Natalią Nykiel na gali wręczenia nagród Fryderyk 2018, interpretował mniej znane kompozycje filmowe Krzysztofa Komedy z Marcinem Maseckim na zaproszenie Festiwalu Muzyki Filmowej Krzysztofa Komedy, a także został zaproszony do udziału w jubileuszowej gali urodzinowej Henryka Miśkiewicza, która odbyła się w Och Teatrze. Występował także z polskimi orkiestrami, prezentując zróżnicowany program i improwizując własne kadencje w koncertach instrumentalnych. Na zamówienie Polskiego Radia zinterpretował Koncert fortepianowy Stefana Kisielewskiego w Sali Koncertowej im. Witolda Lutosławskiego.

Kwintet smyczkowy AUKSO, Piotr Orzechowski, Stefan Wesołowski, Mateusz Śliwa, Max Mucha i Grzegorz Pałka w Rzymie (2022)

W tym czasie utworzył muzyczny duet z Kubą Więckiem, z którym zagrał szereg koncertów, wspólnie opracowując kolejne programy zawierające utwory własne, improwizacje, standardy jazzowe, dzieła H. M. Góreckiego, Krzysztofa Komedy oraz ukraińskie motywy ludowe. W listopadzie 2021 z Więckiem wystąpił na Off Festivalu, na którym zinterpretowali muzykę Wojciecha Kilara do filmu Dracula (1992) i zaprezentowali premierowy materiał w prywatnym domu kompozytora w Katowicach. Zapis wideo koncertu Themes of Dracula najpierw ukazał się na platformach streamingowych, a w sierpniu 2022 ukazał się albumie studyjny o tym samym tytule; materiał spotkał z pozytywnym przyjęciem środowiska muzycznego. Więcek i Orzechowski koncertowali w tym okresie m.in. w Polsce, Danii, USA i Japonii.
W listopadzie 2021 na festiwalu Auksodrone w Tychach premierowo wykonał 14-częściowy utwór „Missa sine verbis” na zespół jazzowy, orkiestrę kameralną i elektronikę, który skomponował na zamówienie Instytutu Adama Mickiewicza. Dzieło wykonał również na festiwalu Romaeuropa 2022 w Rzymie. Później zagrał kilka koncertów solowych (w NOSPR-ze oraz w klubach Jassmine i Kurant) z najnowszym programem solowym Critique of Swing.

## Nagrody i wyróżnienia
- 2005 „Swing” – I Nagroda + wyróżnienie indywidualne dla najlepszego instrumentalisty
- 2006 „Latin Jazz” – I Nagroda
- 2007 „Krokus Jazz” – I Nagroda Indywidualna
- 2008 „Novum Jazz” – Nagroda Publiczności
- 2008 „Jazz nad Odrą” – III Nagroda
- 2008 „Jazz Juniors” – Nagroda Indywidualna (tytuł najlepszego instrumentalisty)
- 2008 Stypendium Ministra Kultury i Dziedzictwa Narodowego
- 2009 „To co ulepsza” w ramach Festiwalu Filmów Andrzeja Wajdy – I Nagroda za film i muzykę
- 2011 „Montreux Jazz Piano Competition” – I Nagroda
- 2011 „Jazz Hoeilaart” – I Nagroda
- 2011 „Krokus Jazz” – I Nagroda
- 2011 Stypendium Twórcze Miasta Krakowa
- 2011 Stypendium SAPERE AUSO
- 2011 Stypendium Ministra Kultury i Dziedzictwa Narodowego
- 2012 Debiut Roku 2011 w rankingu Jazz Top Jazzarium.pl
- 2012 Plebiscyt Gazety Wyborczej „Kulturalne Odloty” – I miejsce
- 2012 „Jazz nad Odrą” – Nagroda Specjalna w kategorii Kompozycja
- 2012 „Ogólnopolski Przegląd Młodych Zespołów Jazzowych i Bluesowych” – I Nagroda
- 2012 Plebiscyt magazynu Zwierciadło „Kryształki Zwierciadła” – I miejsce
- 2012 Nagroda „Koryfeusz Muzyki Polskiej” w kategorii Osobowość Roku – Nominacja
- 2012 Stypendium MŁODA POLSKA
- 2012 Program stypendialny YOUNG JAZZ PROJECT
- 2012 Program stypendialny JAZZOWY DEBIUT FONOGRAFICZNY
- 2012 Nagroda Ministra Kultury i Dziedzictwa Narodowego
- 2012 Stypendium Ministra Nauki i Szkolnictwa Wyższego
- 2013 Debiut Roku 2012 w rankingu Jazz Top Jazzarium.pl
- 2013 Plebiscyt Gazety Wyborczej „Kulturalne Odloty” – Nominacja
- 2013 Nagroda TVP Kultura „Gwarancje Kultury” – Nominacja
- 2013 Nagroda Polskiej Akademii Fonograficznej „Fryderyk 2013” w kategorii Jazzowy Fonograficzny Debiut Roku – Nominacja za album „Experiment: Penderecki”
- 2013 Stypendium Berklee College of Music w Bostonie
- 2013 Nagroda „Grand Prix Jazz Melomani” w kategorii Nadzieja Roku 2012
- 2013 Stypendium SAPERE AUSO
- 2014 Nowa Nadzieja w rankingu Jazz Top 2013 magazynu Jazz Forum
- 2014 Nagroda Polskiej Akademii Fonograficznej „Fryderyk 2014” dla „High Definition Quartet” w kategorii Jazzowy Fonograficzny Debiut Roku za album „Hopasa” – Nominacja
- 2014 Nagroda „Grand Prix Jazz Melomani” dla „High Definition Quartet” w kategorii Płyta Roku 2013[94] za album „Hopasa”
- 2014 Stypendium Twórcze Miasta Krakowa[95]
- 2014 Płyta Roku 2014 w jazzowym rankingu Rzeczpospolitej za album „15 Studies For The Oberek”[96]
- 2015 Nagroda „Grand Prix Jazz Melomani” w kategorii Artysta Roku 2014[97] – Nominacja
- 2015 Album Roku 2015 w rankingu POLISH JAZZ TOP TEN ALBUMS portalu Polish-Jazz-Blogspot za album „Bukoliki” High Definition Quartet[98]
- 2016 Artysta Roku 2015 w jazzowym rankingu Rzeczpospolitej[99]
- 2016 Płyta Roku 2015 w jazzowym rankingu Rzeczpospolitej za album „Bukoliki” High Definition Quartet
- 2018 Nagroda portalu Onet.pl „O!lśnienia 2017” za płytę „24 Preludes & Improvisations”
- 2018 Nagroda Polskiej Akademii Fonograficznej „Fryderyk 2018” w kategorii Jazzowy Artysta Roku – Nominacja[100]
- 2018 Nagroda „Grand Prix Jazz Melomani” w kategorii Artysta Roku 2017 – Nominacja[101]
- 2020 Polski Jazzowy Wykonawca Roku w rankingu JAZZ 2019 magazynu JazzPRESS i RadioJAZZ.FM[102]
- 2020 Polska Jazzowa Płyta Roku w rankingu JAZZ 2019 magazynu JazzPRESS i RadioJAZZ.FM za album „Dziady” High Definition Quartet[102]
- 2020 Album Roku 2019 w rankingu POLISH JAZZ TOP TEN ALBUMS portalu Polish-Jazz-Blogspot za album „Dziady” High Definition Quartet[103]
- 2020 Nagroda Polskiej Akademii Fonograficznej „Fryderyk 2020” dla albumu „Works For Rhodes Piano & Strings” w kategorii Album Roku Muzyka Współczesna – Nominacja[104]
- 2021 Polska Jazzowa Płyta Roku w rankingu JAZZ 2020 magazynu JazzPRESS i RadioJAZZ.FM za album „Waterfall: Music of Joe Zawinul” Oleś Brothers & Piotr Orzechowski[105]
- 2021 Album Roku 2020 w rankingu POLISH JAZZ TOP TEN ALBUMS portalu Polish-Jazz-Blogspot za album „Waterfall: Music of Joe Zawinul” Oleś Brothers & Piotr Orzechowski[106]
- 2021 Najlepsza Polska Płyta Jazzowa Roku 2020 w plebiscycie portalu Ether Jazzu za album „Waterfall: Music of Joe Zawinul” Oleś Brothers & Piotr Orzechowski[107]
- 2024 Nagroda „Koryfeusz Muzyki Polskiej” w kategorii Osobowość Roku – Nominacja[108]

## Dyskografia
- 2012 „Experiment: Penderecki” (Decca Classics)
- 2013 „Hopasa” z High Definition Quartet (EmArcy Records)[109]
- 2013 „Bach Rewrite” z Marcinem Maseckim i Capellą Cracoviensis (Decca Classics)[110]
- 2014 „15 Studies for the Oberek” (Decca Classics)[111]
- 2015 „Bukoliki” z High Definition Quartet (For Tune)[112]
- 2016 „Concerto for Harpsichord and String Orchestra, Symphony No. 4 Tansman Episodes Op. 85" z Alexandrem Liebreichem i Narodową Orkiestrą Symfoniczną Polskiego Radia w Katowicach (NOSPR)[113]
- 2017 „24 Preludes & Improvisations” (Decca Classics)[114]
- 2019 „Dziady” z High Definition Quartet (Polskie Wydawnictwo Muzyczne)[115]
- 2019 „Works for Rhodes Piano & Strings” z Orkiestrą Aukso (Polskie Wydawnictwo Muzyczne)[116]
- 2022 „Themes of Dracula” z Kubą Więckiem (Polskie Wydawnictwo Muzyczne)[117]
- 2024 "Critique of Swing in Two Parts"[118]